# 迪普克里克鎮區 (愛荷華州克林頓縣)
迪普克里克鎮區（英語：Deep Creek Township）是位於美國愛荷華州克林頓縣的一個行政鎮區。

## 地方資料
根據2010年美國人口普查的數據，迪普克里克鎮區的面積為93.87平方千米，當中陸地面積為93.40平方千米，而水域面積為0.47平方千米。當地共有人口713人，而人口密度為每平方千米7.6人。